# NGC 2937
NGC 2937은 펭귄 은하를 이루는 은하들 중 하나이다. 펭귄 은하에서 볼 수 있는 "펭귄의 알"이도 하다.